# Ruben Gallego
Ruben Marinelarena Gallego (Chicago, Illinois, 1979. november 20.- ) amerikai demokrata politikus, 2015 és 2025 között Arizona állam 7. körzetének képviselője az Egyesült Államok kongresszusának alsóházában. 2025 óta az állam szenátora.

## Életpályája
Gallego 1979-ben született Chicagóban, édesapja mexikói, édesanyja pedig kolumbiai. Mivel őt és testvéreit egyedülálló anyjuk nevelte, Gallego is kénytelen volt dolgozni. 1998-ban fejezte be a gimnáziumot, az Evergreen Park közösségi gimnáziumba járt. Családjából elsőként járt egyetemre, a Harvard Egyetemen végzett 2004-ben nemzetközi kapcsolatok szakon. Később belépett az Egyesült Államok Tengerészgyalogságába, 2005-ben iraki kiküldetésben is részt vett; 2002-től 2006-ig volt az amerikai katonaság tagja. 2007 és 2008 között dolgozott közügyi tanácsadóként, valamint küldöttként a Nemzeti Demokrata Gyűlésen.
2010-ben indult Arizona állam törvényhozása alsóházának 16. választókerületének képviselőségéért, a választás után mindkét képviselői mandátumot demokrata politikus töltötte be. 2012-ben újraválasztották a pozícióra, 2014-ben pedig lemondott, hogy a szövetségi kongresszussal kapcsolatos kampányára fókuszálhasson. Hat ellenfelét könnyedén győzte le, csaknem 55 ezer szavazatával messze elmaradtak vetélytársai. Azóta négyszer választották újra. Gallego 2024-ben indult Arizona két szenátusi mandátumának egyikének megszerzéséért, megválasztották.

## Politikája
Gallego tagja a Kongresszusi Progresszív Kaukusznak, mely a progresszív demokrata politikusok csoportja. Kampánya szerint támogatja a szakszervezetek jogait, a minimálbér emelését, és a gazdagok nagyobb mértékű adóztatását. Támogatja az egészségügyet, mint jogot, a bevándorlásjog és az állami oktatás reformját, valamint a szavazójogok védelmét.